# Будинок Кроля

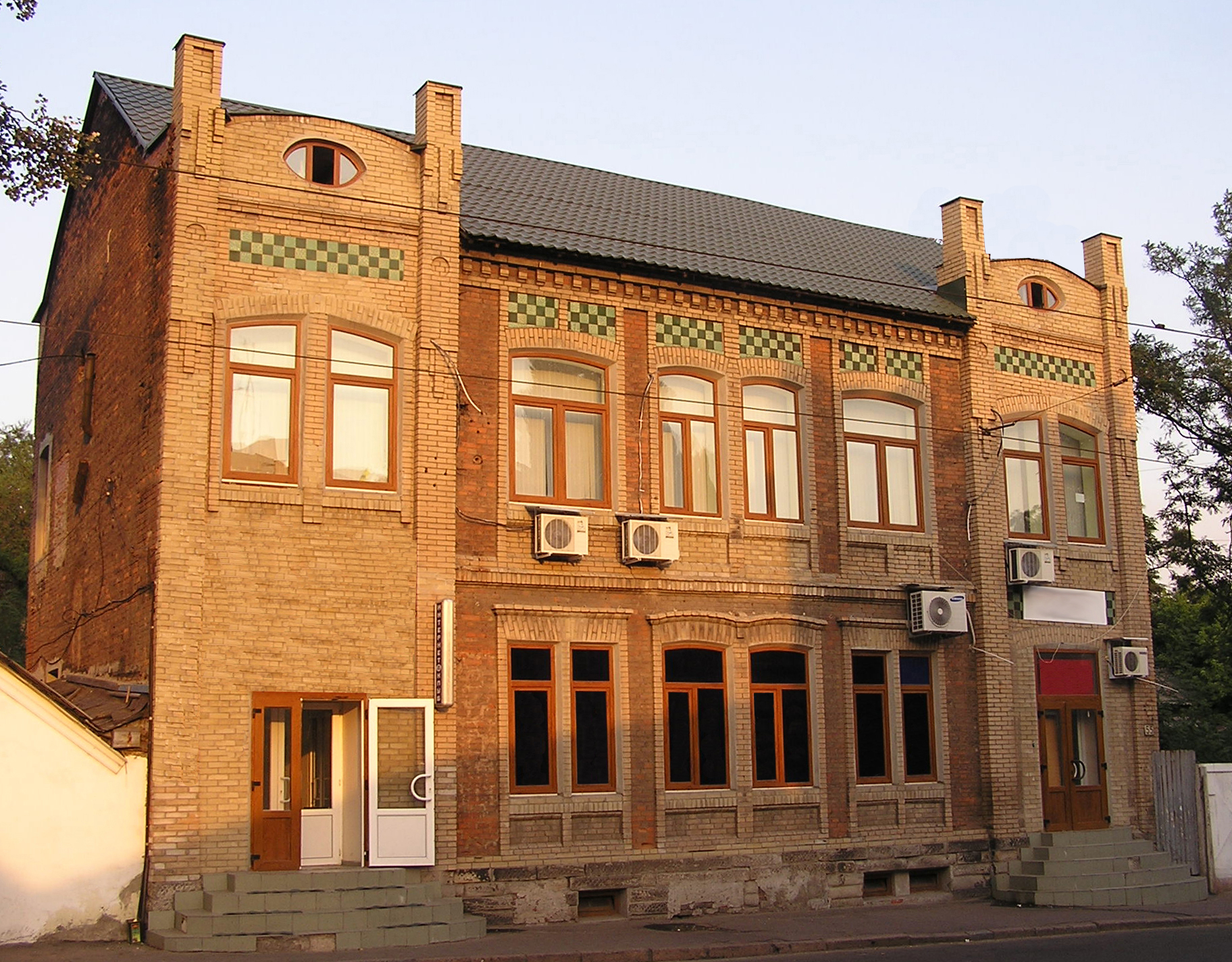
Будинок Кроля

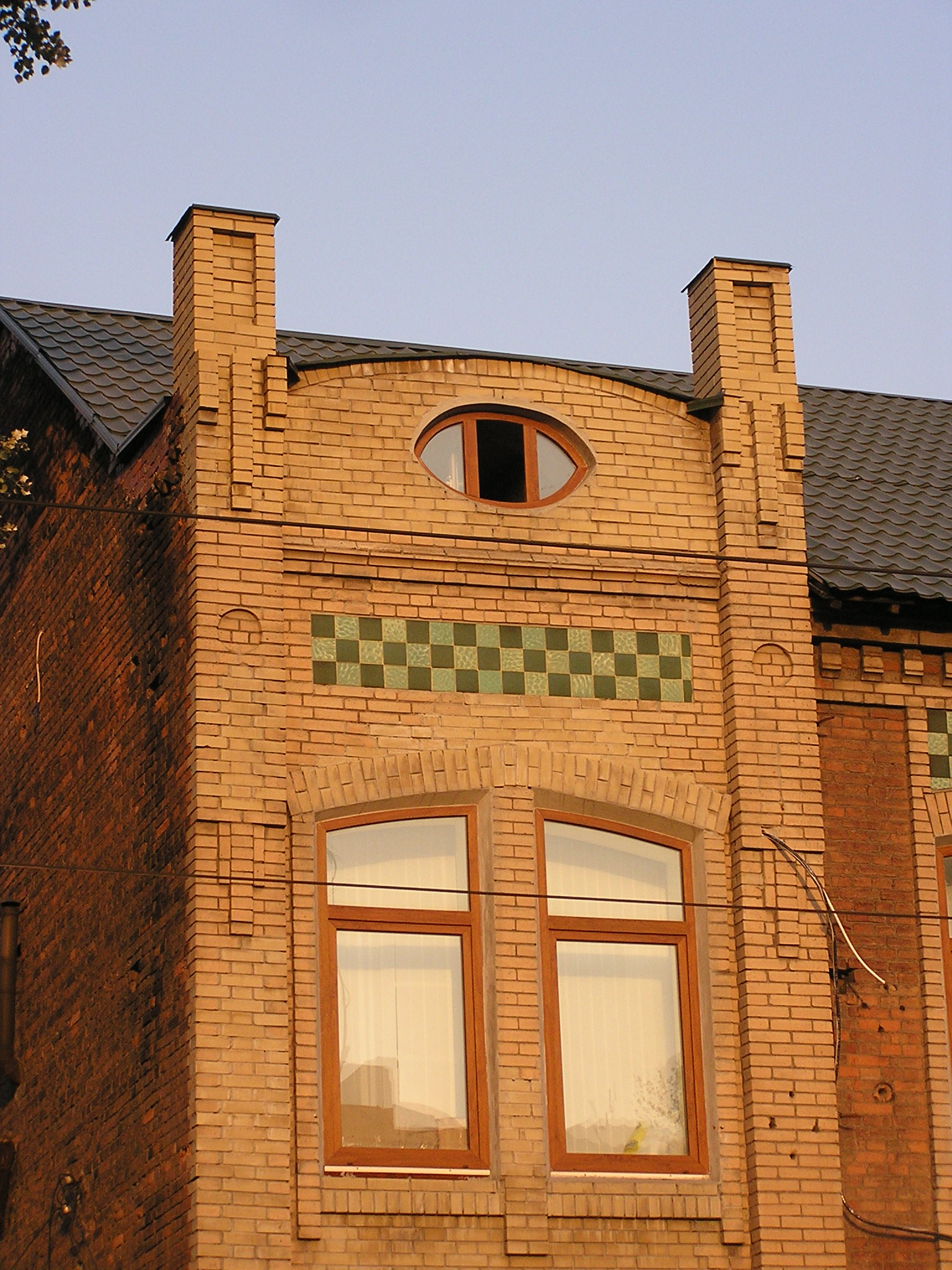
Фасад будинку Кроля інкрустований плиткою

Будинок Кроля (вул. Постишева, 55)  — пам'ятка історії та архітектури. Побудований в Донецьку 1903 року для купця Давида Лазаревича Кроля. 
Особняк виконаний в стилі модерн, новому для часу його спорудження. Будинок Кроля  — одна з небагатьох в Донецьку будівель в стилі модерн. Будівля має два поверхи. Давид Кроль торгував оздоблювальною плиткою, яку виробляло підприємство в Бобруйську. Цією плиткою інкрустований фасад будинку. 
У дворі знаходилася піч на якій Кроль обпалював цеглу, а в підвалі зберігалися пляшки з соляною та сірчаною кислотою на продаж. 
За часів СРСР це був житловий будинок, який згорів в роки перебудови, 13 червня 1991 року, і кілька років стояв у руїнах. Надалі особняк був реконструйований. Відновлення будинку за свій рахунок виконала підприємець Лариса Захарова. 
В 1980-і роки планувалося включити будинок й інші старовинні будинки цього району в меморіальну частину «Стара Юзівка», але через нестачу коштів цей проект не був здійснений. 
При будівництві станції «Політехнічний інститут» донецького метрополітену будинок міг бути зруйнований.  
Навпроти будинку Кроля перебував двоповерховий купецький особняк кінця XIX  — початку XX століття, який також планувалося включити в меморіальну частину «Стара Юзівка », але він був зруйнований в квітні 2007 року при будівництві торгового центру.